# Fallulah
Fallulah (født Maria Christina Apetri den 6. februar 1985) er en dansk-rumænsk sangerinde og sangskriverske. Hun brød igennem med singlen "Out of It" i 2011 – temasangen til komedieserien Lykke – fra det platin-sælgende debutalbum, The Black Cat Neighbourhood (2010).
Fallulah befinder sig musikalsk inden for popgenren, men har tilføjet sit eget twist, blandt andet i form af indierock og Balkan-beats, som tilfører hendes musik et strejf af folklore. Fallulah beskriver selv sin musik som "rocket og dansabel folk-music", der går hele vejen fra Balkan til Broadway. Fallulah har optrådt på Start! festivalen, Roskilde Festival og været udnævnt til "Soundvenue Selected". Hendes musikvideoer bærer præg af hendes baggrund som danser,[kilde mangler] hvilket ses tydeligt[kilde mangler] i både videoen "Bridges", "Superfishyality" og hendes første udsendte single "I Lay My Head".

## Baggrund
Fallulah voksede op i Tårnby på Amager som datter af en rumænsk fader og dansk moder. Faderen var koreograf i balkandans og hendes moder var danserinde. Fallulahs første leveår var præget af hektisk aktivitet med danseture på Balkan og i Østeuropa. Det fik en ende, da Fallulah som ni-årig mistede sin fader.
Moderen og Fallulah flyttede til Jyderup, hvor Fallulah fortsatte med at danse, og tog sin studentereksamen på Kalundborg Gymnasium og HF i 2004. Som 21-årig flyttede hun til New York og begyndte på Broadway Dance Center, men vendte tilbage til København for at satse på musikken.
Fallulah boede siden sommeren 2009 på Frederiksberg med sin kæreste, sangeren Thomas Holm. Parret har sammen datteren Gloria fra 2016. I efteråret 2019 annoncerede parret, at de venter tvillinger. Den 23. marts 2020 nedkom Fallulah med tvillinger. Familien bor i dag i Hvidovre.

## Musikkarriere

### The Black Cat Neighbourhood(2009–11)
Fallulah skrev kontrakt med Sony Music i sommeren 2009, og udgav sin debutsingle "I Lay My Head" den 28. august 2009. Sangen blev valgt som P3s Uundgåelige i uge 38. Herefter fulgte singlerne "Give Us a Little Love" og "Bridges". Sidstnævnte var den mest spillede sang på P3 i hele 2010.
Fallulah udsendte sit debutalbum, The Black Cat Neighbourhood den 8. februar 2010, der er blevet til i samarbejde med producer Fridolin Nordsø. På albummet er Fallulah blevet sammenlignet med navne som Florence And The Machine og Bat For Lashes. Albummet blev i september 2011 certificeret platin for 20.000 solgte eksemplarer.
I januar 2011 havde DR premiere på komedieserien Lykke, som Fallulah har skrevet sangen "Out of It" til. Fallulah fortalte i den forbindelse, at det er hendes drøm at nå så bredt ud som muligt. "Out of It" har ligget #1 på både single- og airplay-hitlisten. Singlen var den tredje bedst sælgende single i 2011 ifølge IFPI Danmark, med en platin-certificering for over 30.000 solgte eksemplarer. Sangen var den mest spillede på P3 og P4 i 2011. Ved Danish Music Awards 2011 vandt Fallulah priserne for Årets danske hit og Årets danske producer (sammen med Fridolin) for "Out of It".
Fallulah vandt P3 Prisen og de medfølgende 100.000 kr. ved prisudelingen P3 Guld den 14. januar 2011.
I 2011 modtog Fallulah 450.000 kr. i støtte fra Statens Kunstråds Musikudvalg.

### Escapism(2012–13)
Den 8. oktober 2012 udkom "Superfishyality", der var første single fra Fallulahs andet album Escapism. Sangen blev efterfølgende valgt til P3s Uundgåelige. Titlen er en reference til musikbranchen, som hun har et had/kærlighed forhold til: "Jeg lever for at skrive sange, være i studiet og spille dem for mine fans. Men al det der foregår i kulissen, hænger mig til tider langt ud af halsen". "Superfishyality" handler ifølge Fallulah om hendes "forsøg på at navigere i den verden, som kan være fantastisk men også rådden og overfladisk".
Albummet Escapism udkom den 4. februar 2013, tre år efter udgivelsen af hendes debutalbum. Fallulah har valgt titlen fordi hun betegner sig selv som "en drømmer", og forklarer: "Eskapisme er nok noget, de fleste kan forholde sig til, og det kan både være godt og skidt. Nogle gange har man bare brug for at gemme sig fra hverdagslivet og synke ned i virkelighedsfjerne tv-serier. Det har jeg i hvert fald brug for i perioder. Men alt kan tage overhånd, og der er mange muligheder for at flygte fra virkeligheden i dag, og der er mange, der gør det."

### Perfect Tense(2014–nu)
Med udgivelsen af Escapsism i 2013 havde Fallulah opfyldt sin kontrakt med Sony Music. I slutningen af januar 2015 begyndte Fallulah at poste billeder på sociale medier af at hun var i London, og var i gang med at indspille et nyt album. I marts 2015 udkom Fallulahs 2 tidligere album internationalt gennem Instant Records, der ejes af den amerikanske producer Richard Gottehrer, der stod bag The Raveonettes' gennembrud i USA. Den 4. september 2015 udkom den første single, "Social Club" fra Fallulahs tredje album. Den 23. oktober 2015 udkom singlen "Sorrow Is A Shadow". Sangen handler om hendes far, der døde af kræft da hun var 9 år. Den 11. december 2015 udkom den tredje single fra albummet, "Ghostfriend", samtidig med at det blev offentliggjort at titlen på det nye album vil blive Perfect Tense, og at det vil udkomme den 26. februar 2016. Derudover blev cover og trackliste offentliggjort. Albummet er produceret af Liam Howe, og udkommer gennem Instant Records. Den 19. januar 2016 udkom fjerde single, "Perfect Tense" fra det stadig kommende album. Sangen er i øvrigt titelsangen fra albummet.
I marts 2016 tog hun med sit band på en længere Danmarkstour og spillede bl.a. i Vega, Gimle i Roskilde og Studenterhuset.
I 2016 deltog hun i det populære musik tv-program Toppen Af Poppen. Dette gjorde hun sammen med Ida Corr, Hanne Boel, Peter A.G, Djames Braun, Lau Højen (Carpark North) og Troels Gustavsen.
I 2019 skabte hun sit eget pladeselskab La Boom, som blev anvendt til de efterfølgende album All My Eyes Are Open og Celeste.

## Diskografi

### Album
- 2010 – The Black Cat Neighbourhood
- 2013 – Escapism
- 2016 – Perfect Tense
- 2020 – All My Eyes Are Open
- 2023 – Celeste

### Singler
- 2009 – I Lay My Head
- 2010 – Give Us a Little Love
- 2010 – Bridges
- 2010 – Out of It
- 2011 – Do What You Gotta Do (Fallulah & Cody)
- 2012 – Superfishyality
- 2013 – Dried-Out Cities
- 2013 – Wicked Game
- 2013 – Your Skin
- 2015 – Social Club
- 2015 – Sorrow Is A Shadow
- 2015 – Ghostfriend
- 2016 – Perfect Tense
- 2016 – Bob Dylan
- 2017 – Big Bite
- 2023 – Tits of Steel